# Aaron Menzies
Aaron Menzies (Mánchester, Inglaterra, 11 de julio de 1996) es un jugador de baloncesto británico que mide 2,21 metros y actualmentese encuentra sin equipo. Con 2,21 metros de estatura, juega en la posición de pívot. 

## Trayectoria
Menzies comenzó su andadura en el baloncesto estadounidense formándose durante tres temporadas con Seattle Redhawks, donde permaneció entre los años 2015 y 2018, con 11’8 puntos y 7’5 rebotes en las dos últimas temporadas que disputó en el conjunto del estado de Washington. Tras salir de la Universidad de Seattle y pasar un año en blanco, en 2019 se enrola en la Universidad de Moraga (California), para jugar en el Saint Mary's Gaels de la NCAA durante la temporada 2019-20.
El 13 de agosto de 2020, llega a España para jugar en las filas del Club Ourense Baloncesto de la Liga LEB Oro, durante una temporada.
El 14 de agosto de 2021, firma por el HLA Alicante para disputar la Liga LEB Oro.
En la temporada 2022-23, juega en las filas del Leicester Riders de la British Basketball League.
El 21 de agosto de 2023, firma por el Tartu Ülikool/Rock de la Alexela KML, la primera competición de Estonia y en la Liga Báltica. 

## Selección nacional
Menzies jugó el Campeonato Europeo de Baloncesto Masculino Sub-18 y el Torneo Albert Schweitzer de 2014 con la selección de Inglaterra, y el Campeonato Europeo de Baloncesto Masculino Sub-20 de 2015 con la selección de Gran Bretaña.
Hizo su debut con la selección absoluta de Gran Bretaña en un partido ante Serbia en noviembre de 2021, en el marco de la clasificación de FIBA Europa para la Copa Mundial de Baloncesto de 2023.